# Claude Kitchin

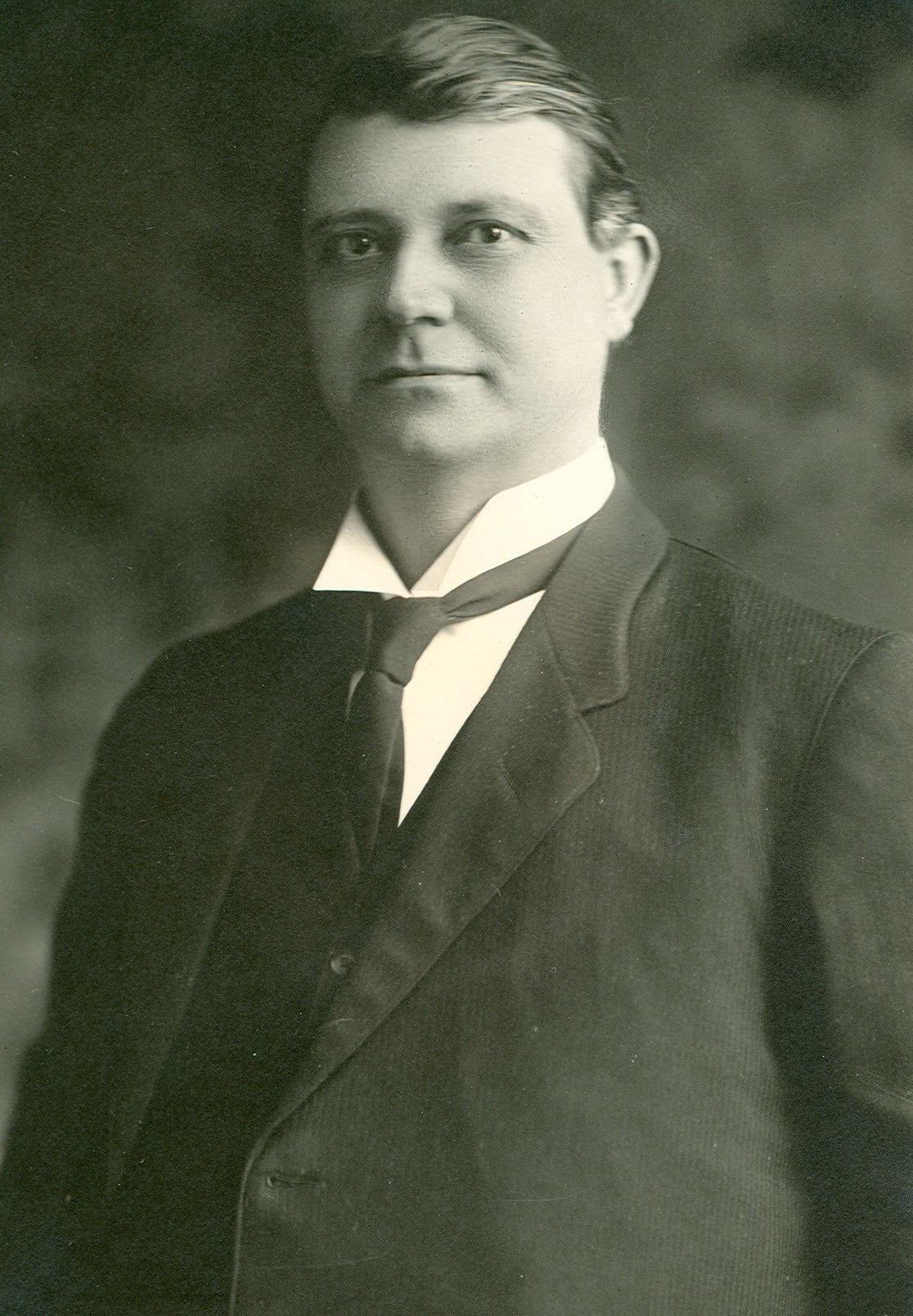
Claude Kitchin

Claude Kitchin (* 24. März 1869 bei Scotland Neck, Halifax County, North Carolina; † 31. Mai 1923 in Wilson, North Carolina) war ein US-amerikanischer Politiker. Zwischen 1901 und 1923 vertrat er den Bundesstaat North Carolina im US-Repräsentantenhaus.

## Werdegang
Claude Kitchin war ein Sohn von William H. Kitchin (1837–1901) und ein Bruder von William Walton Kitchin (1866–1924) sowie ein Onkel von Alvin Paul Kitchin (1908–1983), die alle für Staat North Carolina im Kongress saßen. Er besuchte die öffentlichen Schulen seiner Heimat und absolvierte im Jahr 1888 das Wake Forest College. Nach einem anschließenden Jurastudium und seiner 1890 erfolgten Zulassung als Rechtsanwalt begann er in Scotland Neck in diesem Beruf zu arbeiten.
Politisch war Kitchin Mitglied der Demokratischen Partei. Bei den Kongresswahlen des Jahres 1900 wurde er im zweiten Wahlbezirk von North Carolina in das US-Repräsentantenhaus in Washington, D.C. gewählt, wo er am 4. März 1901 die Nachfolge des Republikaners George Henry White antrat. Nach elf Wiederwahlen konnte er bis zu seinem Tod am 31. Mai 1923 im Kongress verbleiben. In diese Zeit fiel der Erste Weltkrieg. Kitchin lehnte den Eintritt der Vereinigten Staaten in diesen Krieg ab. Zwischen 1913 und 1920 wurden der 16., der 17., der 18. und der 19. Verfassungszusatz ratifiziert. Zwischen 1915 und 1919 war Claude Kitchin Vorsitzender des Committee on Ways and Means. Im gleichen Zeitraum fungierte er in der Nachfolge von Oscar Underwood als Mehrheitsführer (Majority Leader) der Demokraten im US-Repräsentantenhaus. Im Jahr 1920 erlitt er einen Schlaganfall, an dessen Folgen er 1923 verstarb.

## Massaker an Afroamerikanern 1898
Im Vorfeld der Wahlen im November 1898 rief die Demokratische Partei die weiße Bevölkerung dazu auf, die afroamerikanischen Einwohner gewaltsam an der Ausübung ihres Wahlrechts zu hindern, sowie deren gewählte Vertreter aus der Stadt zu jagen. Unter Todesandrohung erklärte Claude Kitchin unter der Losung „White Supremacy“:
„An Zahl können wir die Neger nicht übertreffen. Wir müssen sie also entweder an List, an Stimmenzahl oder an Schussgenauigkeit übertreffen!“
Daraufhin wurde das Feuer auf die Einwohner eröffnet, wobei fast sechzig Afroamerikaner ums Leben kamen und Hunderte aus der Stadt flohen. Die Afroamerikaner wurden in North Carolina faktisch entrechtet, begleitet von schwer bewaffneten Bürgerwehren und mit Unterstützung der größten lokalen Zeitung.